# Felfernigthal
Felfernigthal ist eine Ortschaft in der Kärntner Marktgemeinde Metnitz mit 0 Einwohnern (Stand 1. Jänner 2024). Die Ortschaft liegt zur Gänze auf dem Gebiet der Katastralgemeinde Metnitz Land.

## Lage
Die Ortschaft liegt im Nordwesten der Gemeinde Metnitz, in den Metnitzer Bergen, im Tal des Felfernigbachs. Am leichtesten zu erreichen ist das Tal von Westen her von der Steiermark aus; vom zuständigen Kärntner Gemeindehauptort Metnitz entspricht das einem Anfahrtsweg von etwa 25 Kilometern.
Zur Ortschaft wird heute auch das nördliche Nachbartal Schachmannthal – soweit es zu Kärnten gehört – gezählt, das in den ersten Volkszählungen noch als Bestandteil der sonst jenseits des Hirschsteins befindlichen Ortschaft Oberalpe geführt wurde.

## Geschichte
Die Streusiedlung wurde zunächst als Teil der Ortschaft Flattnitz geführt. Als der Kern der Ortschaft Flattnitz 1973 von der Gemeinde Metnitz an die damals neu errichtete Gemeinde Weitensfeld-Flattnitz abgetreten wurde (mittlerweile gehört Flattnitz zur Gemeinde Glödnitz), verblieb Felfernigthal jedoch bei Metnitz und wird als eigene Ortschaft geführt.
Aufgrund der abgelegenen Lage wurde die Rotte Felfernigthal zu Beginn des 20. Jahrhunderts vom Postamt Stadl an der Mur aus beliefert, ausgenommen über den Sommer, wo in Flattnitz ein Postamt eingerichtet war.

## Bevölkerungsentwicklung
Für die Ortschaft zählte man folgende Einwohnerzahlen:
- 1890: 17 Häuser, 6 Einwohner (als Ortschaftsbestandteil der Ortschaft Flattnitz). Außerdem wurden damals 8 Häuser und 10 Einwohner in der damals als Bestandteil der Ortschaft Oberalpe geltenden Rotte Schmachmannthal gezählt.[3]
- 1900: 16 Häuser, 1 Einwohner (als Ortschaftsbestandteil der Ortschaft Flattnitz)[4]
- 1910: 2 Häuser, 1 Einwohner (als Ortschaftsbestandteil der Ortschaft Flattnitz). Außerdem wurden damals 12 Häuser und 0 Einwohner in der damals als Bestandteil der Ortschaft Oberalpe geltenden Rotte Schmachmannthal gezählt.[5]
- 1991: 0 Einwohner[6]
- 2011: 3 Gebäude, 0 Einwohner[7]
- 2021: 0 Gebäude, 0 Einwohner[8]

## Ortschaftsbestandteile
Im Bereich der Ortschaft befinden sich die Jagdhütten Hahnhütte und Unterwändnerhütte sowie die Almen Bachalm, Hirzberghütte, Laguneralm, Lichtbergalm, Löffelhütte, Mannsdorferalm, Riegeralm, Schachmannalm, Untere Grüntalhütte, Vorderortalm, Weißbergerwirthütte und Zechnerhütte.